# Kumrovec
Kumrovec è un comune croato dello Zagorje al confine con la Slovenia, bagnato dal fiume Sutla lungo il confine.
Mentre il territorio comunale è abitato da 1.854 persone, il centro urbano conta appena 304 persone.
Questo comune è famoso soprattutto per essere la città natale di Josip Broz Tito.
La principale attrazione turistica del paese è il museo etnologico Staro selo con le case restaurate costruite alla fine del XIX secolo. Nel 1977 iniziò la ricostruzione e la ristrutturazione di 40 case e altri edifici agricoli.
La casa natale di Tito, costruita nel 1860 come prima casa in mattoni a Kumrovac, dal 1953 è il Museo Maresciallo Tito . Di fronte a lei si trova la statua in bronzo , opera di Antun Augustinčić (1900–1979).

## Cultura
Il Museo del Vecchio Borgo: Case del Villaggio

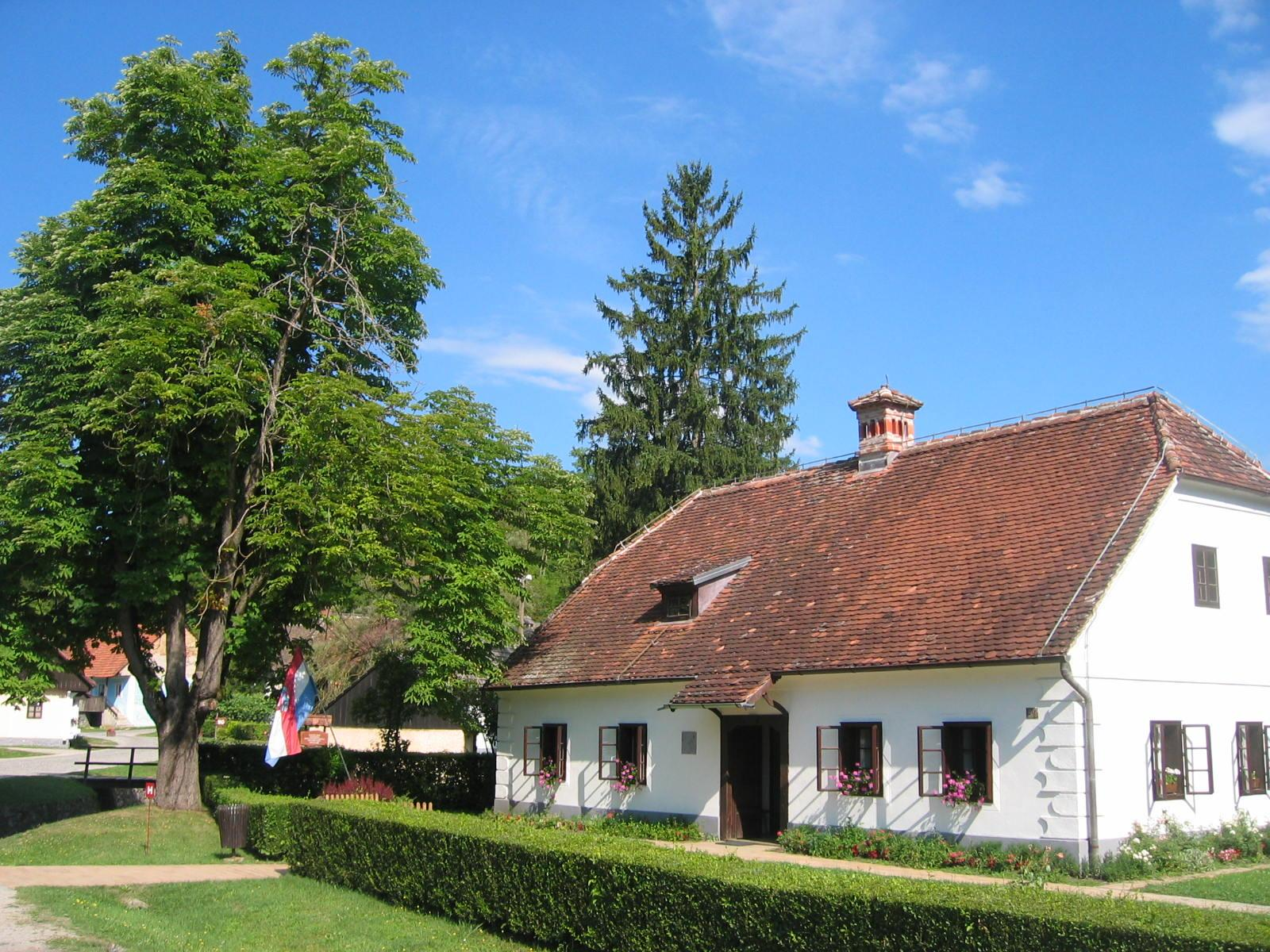
Casa Natale di Josip Broz Tito, dagli anni 70 diventata museo della sua vita quando era giovane
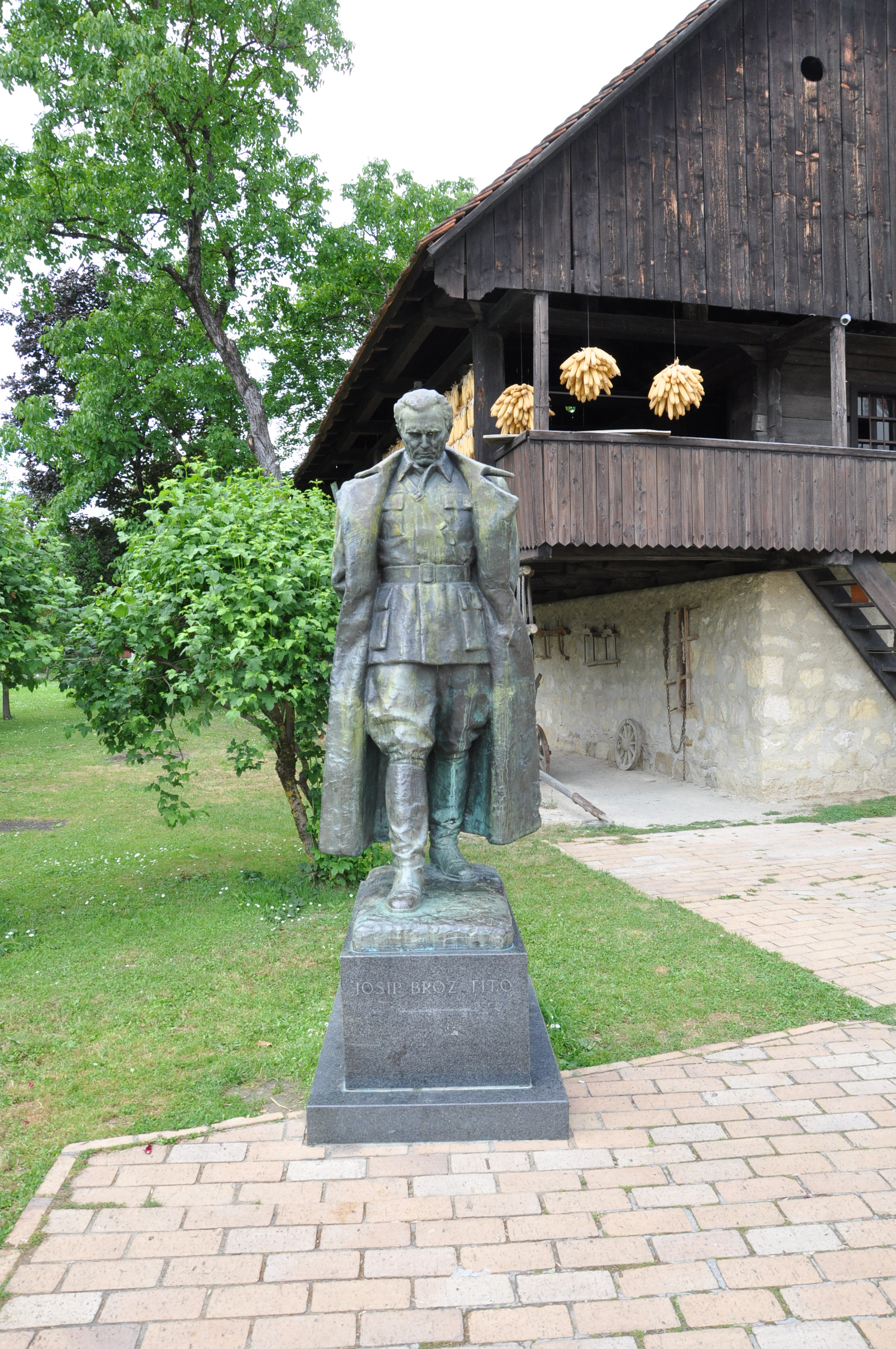
statua raffigurante Josip Broz Tito, la statua risale al 1950
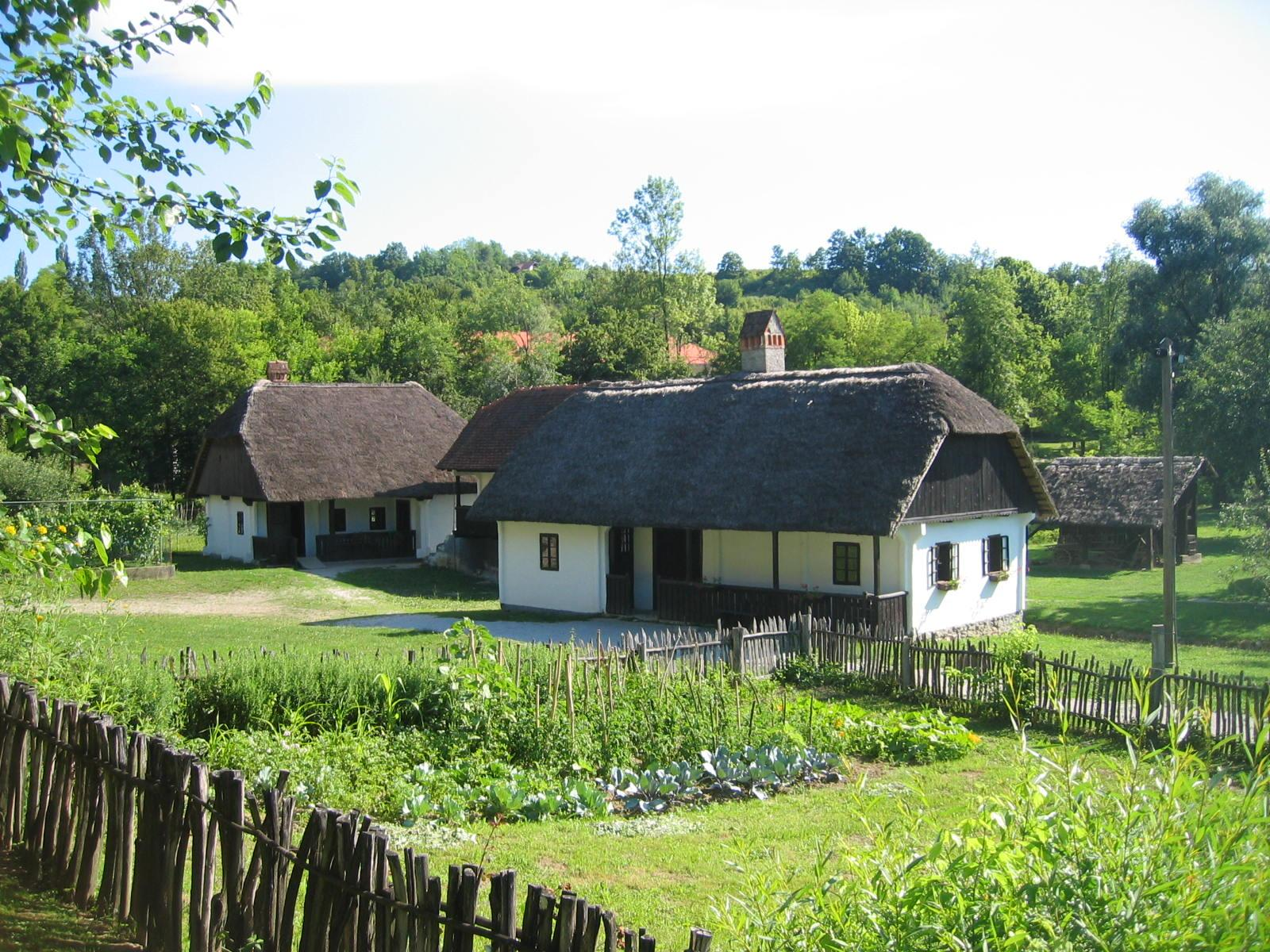
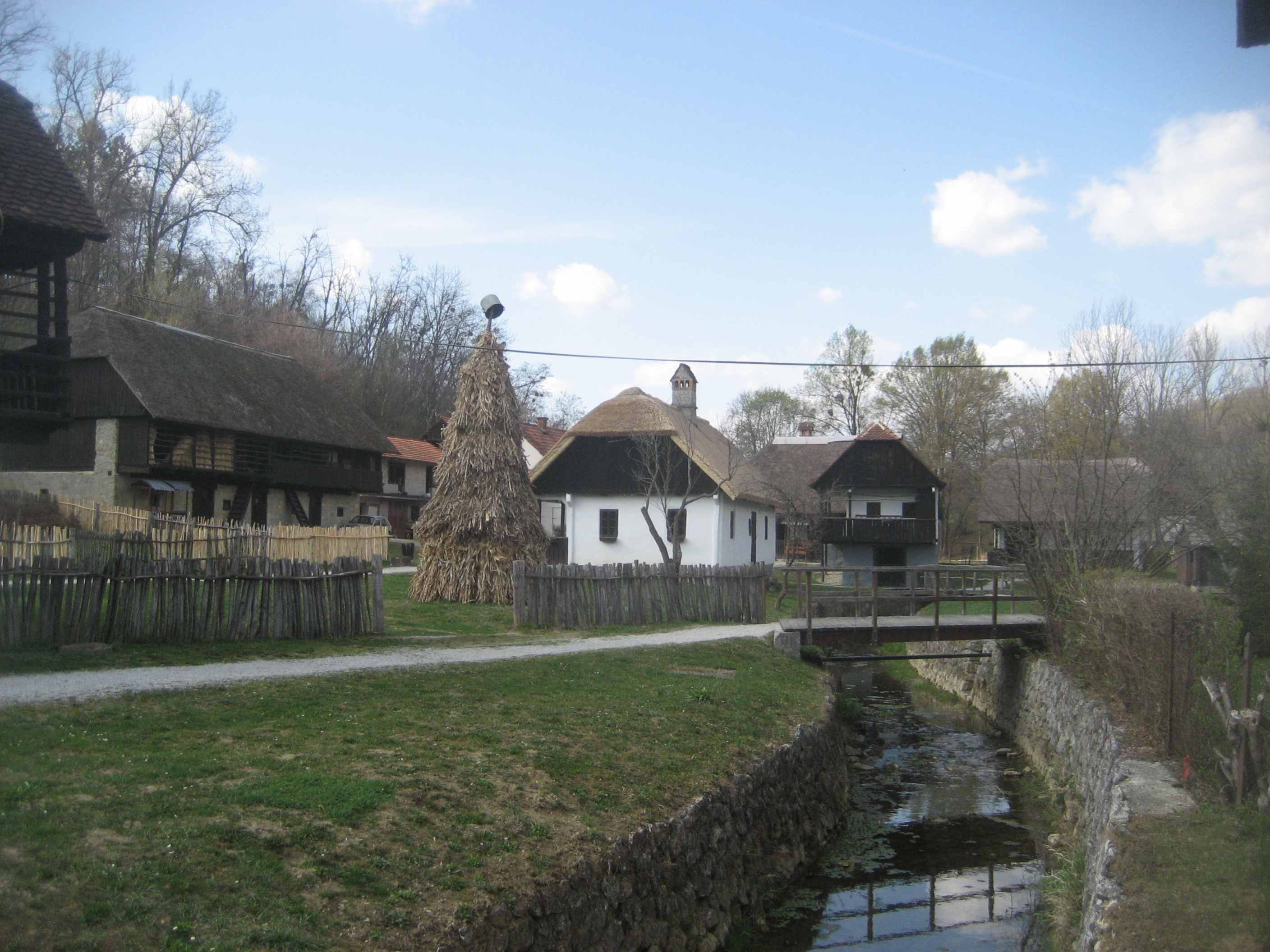
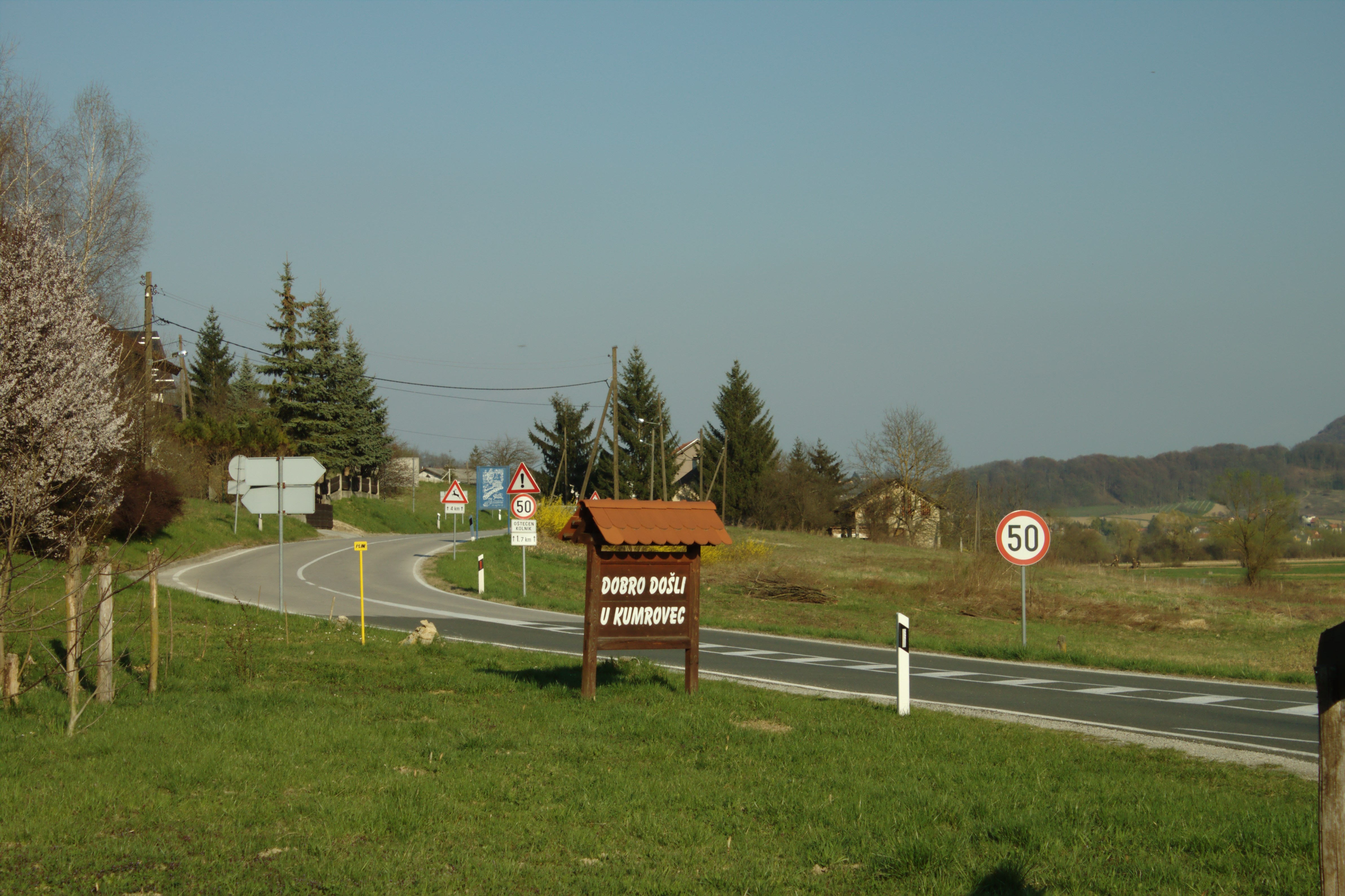
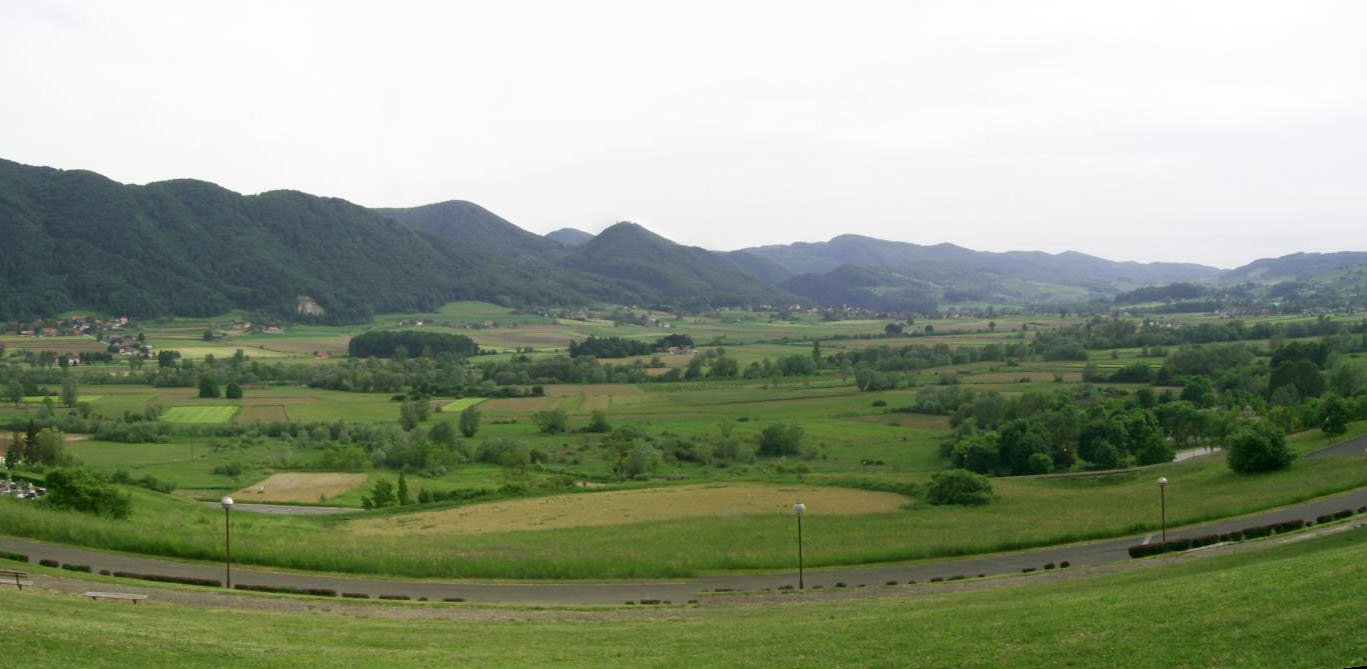
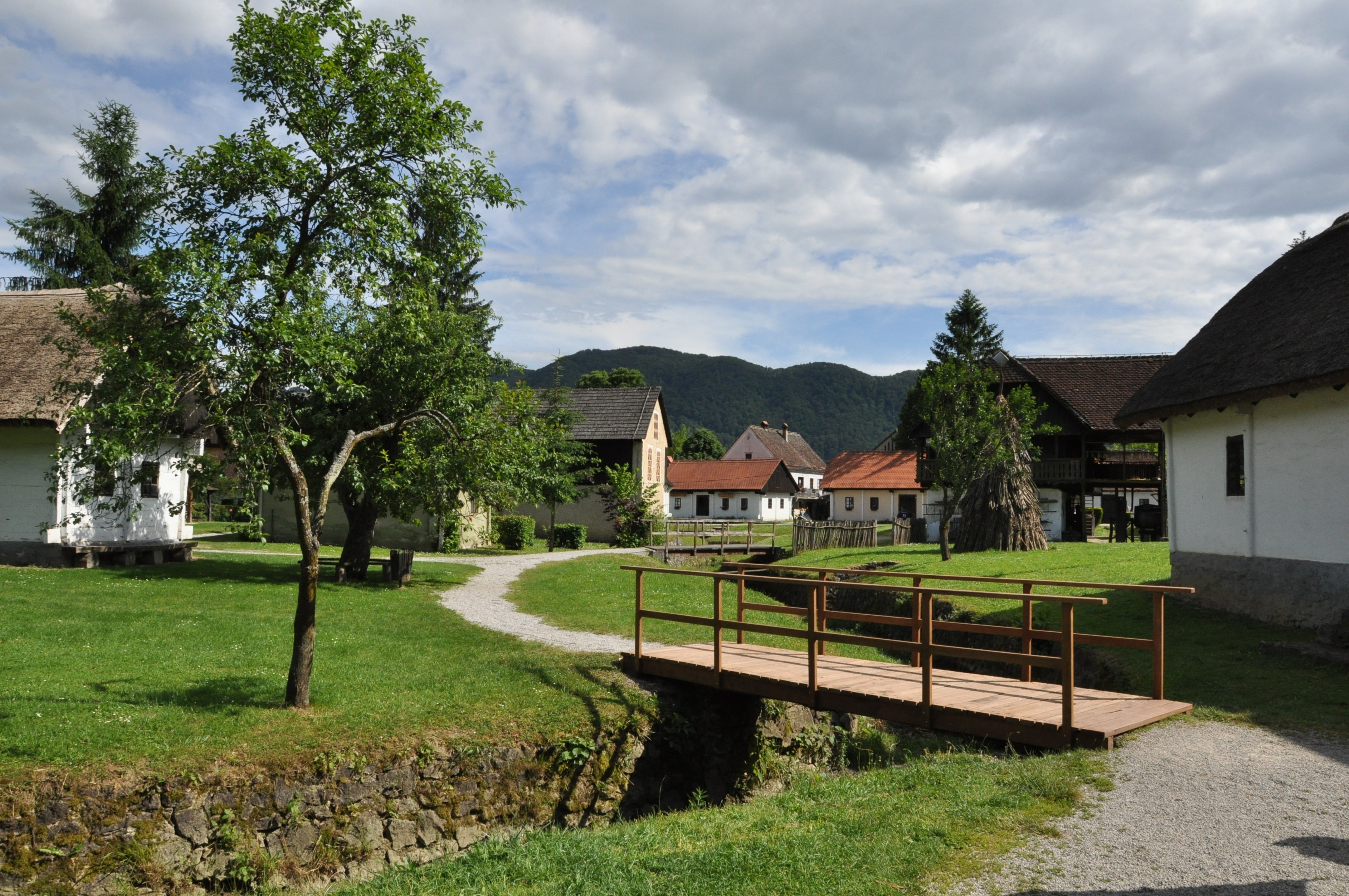
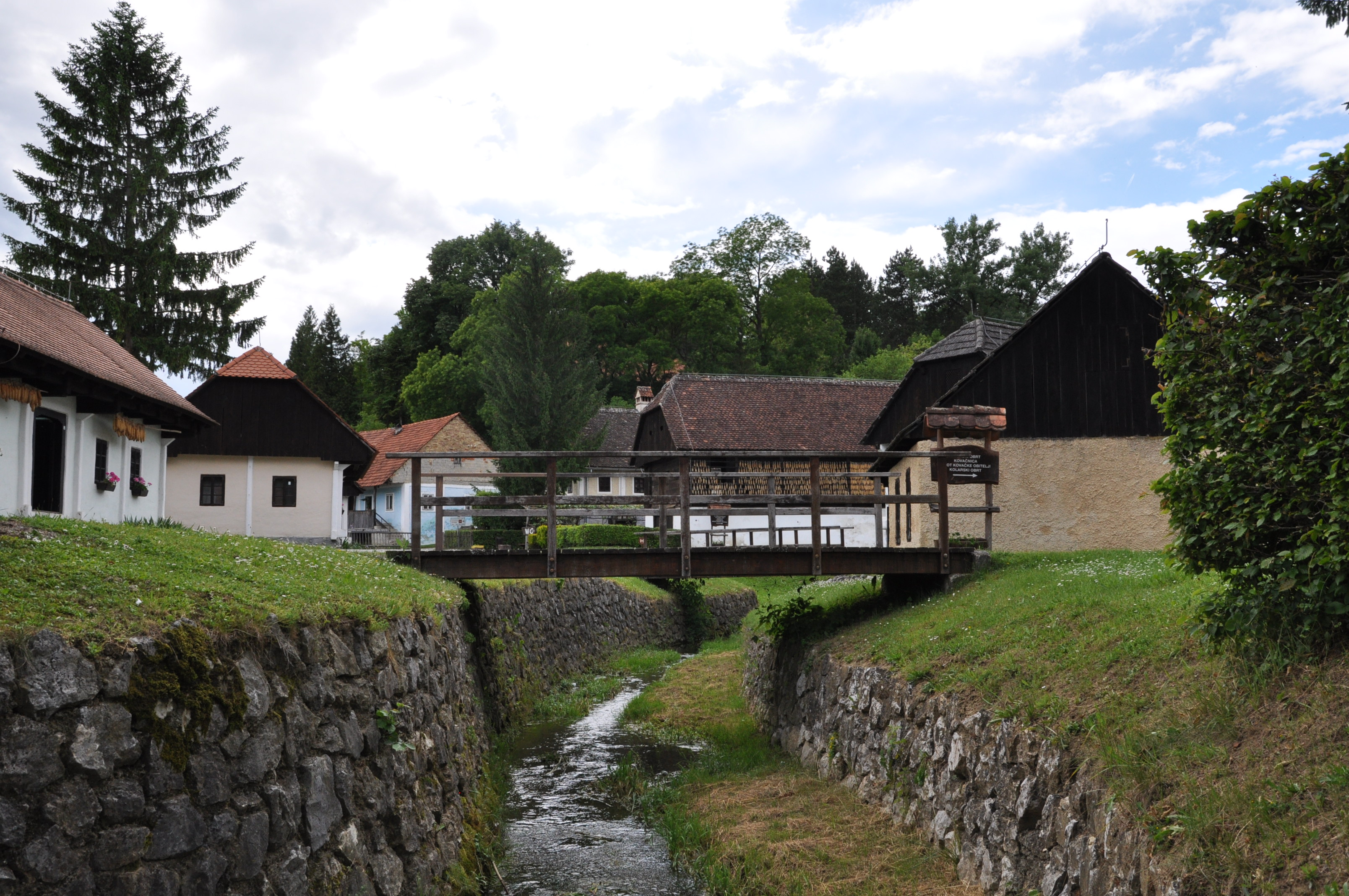